# ティソーナ

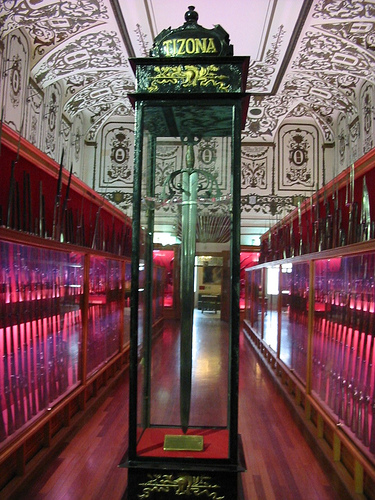
トレド軍事博物館で展示されていたティソーナ。現在はスペイン、ブルゴスの博物館で展示されている。

ティソーナ（スペイン語：Tizona またはTizón）はスペインの叙事詩である『わがシッドの歌』の主人公であり、実在の人物ロドリーゴ・ディアス・デ・ビバール（通称エル・シッド）が携帯していた二振りの剣のうちの一本である。名前の由来は炎の剣、またはたいまつの意。

## 歴史
バレンシアで、以前の所有者モロッコ王ユスフの将軍ブカルから剣を勝ち取った。
エル・シッドが所持していた他の剣同様、歴史的にティソーナが存在していた歴史的な証拠が存在しない。
1999年、そのかけらがサンプルとして冶金学で分析された。刃は11世紀ムーアのコルドバで製造され、ダマスカス鋼の造りである事が判明した。
アラゴン王ハイメ1世所蔵のTISOという剣がティソーナであると識別された。
ハイメ1世の自伝 Llibre dels fets とは対照的に Cantar de gesta でエル・シッドが所有する剣について詳細に言及されている。

## 語源
『わがシッドの歌』の初版で、「Tizón (del latín titio)」と表記され、ラテン語titioの意味は「燃える木、炭、薪」を意味する。

## 超自然的な性質
ティソーナは物語の中で、ユニークな性質を発揮する。その強さは装備者の強さによって異なり、敵にふさわしくない者に恐怖させる。カリオン伯の子供達が手に持って居た場合、剣も過小評価されるが、エル・シッドが貸したティソーナがペドロ・ベルムーデスの手にあるのを見ると、フェルナンド・ゴンサーレスはティソーナを見て恐怖に慄き、戦う前に敗北を宣言する。